# Cymatomera argillata
Cymatomera argillata är en insektsart som beskrevs av Karsch 1891. Cymatomera argillata ingår i släktet Cymatomera och familjen vårtbitare. Inga underarter finns listade i Catalogue of Life.